# Trichoniscus petrovi
Trichoniscus petrovi är en kräftdjursart som beskrevs av Mikhail P. Andreev 2002. Trichoniscus petrovi ingår i släktet Trichoniscus och familjen Trichoniscidae. Inga underarter finns listade i Catalogue of Life.